# Icari (magistrat)
Icari (en llatí Icarius) va ser un magistrat romà del segle iv.
Era fill del notari Teodor, un dels que va ser executat per ordre de l'emperador Valent a Antioquia l'any 371 per haver intentat saber per mitjà d'oracles qui seria el successor de l'emperador.
Es creu que Icari era pagà, i una persona influenciable. Va escriure un poema dedicat a l'emperador Teodosi I el Gran, que en agraïment el va nomenar comes Orientis i va entrar en el càrrec l'any 384 quan Antioquia patia una forta epidèmia de fam. Va dictar llavors una ordre obligant als pastissers a vendre el pa a un preu fixat, cosa que va tenir per efecte la fugida de la major part dels membres del gremi, fins que es va haver de fer enrere, però després va tornar a dictar ordres arbitràries. El sofista Libani, que havia tingut un gran respecte pel pare d'Icari, el va convèncer de suavitzar les ordres sense gaire sentit que donava, però Icari va deixar de fer-li cas.
Sembla que Icari es va distingir per les seves composicions literàries. L'historiador Tillemont l'identifica amb el retòric que Agustí d'Hipona menciona a les seves Confessions, però això no és segur.